# Pawlu Cremona
Pour les articles homonymes, voir Cremona.
Pawlu Cremona ou Paul Cremona, né le 25 janvier 1946 à La Valette (Malte) et mort le 18 mars 2025 à Birkirkara, est un prêtre dominicain maltais, archevêque émérite de Malte de 2014 à 2025.

## Biographie
Pawlu Cremona a prononcé ses vœux dans l’Ordre des Prêcheurs (dominicains) le 29 septembre 1967. Il a été ordonné prêtre pour cet ordre le 22 mars 1969.

### Ministères exercés

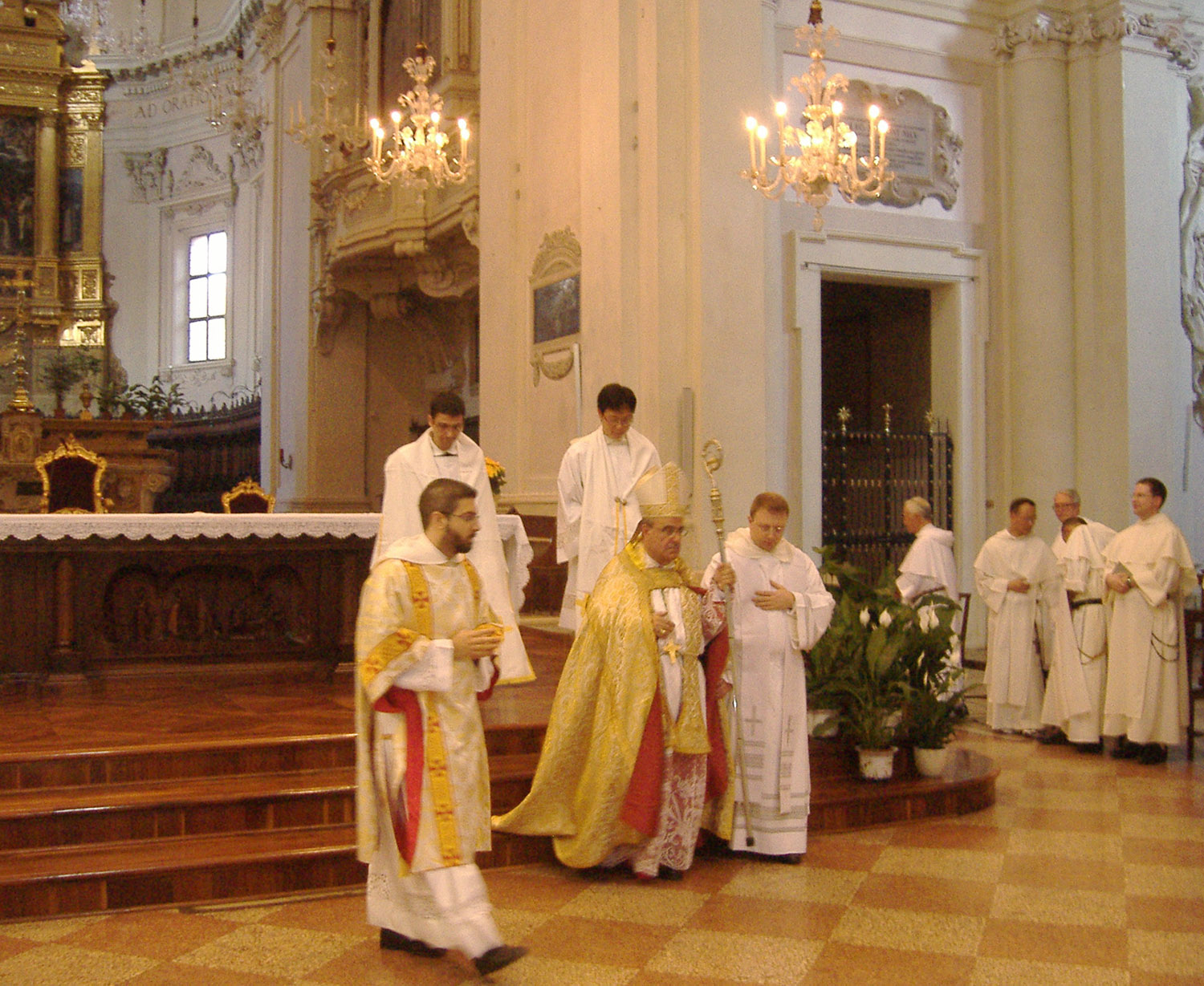
Pawlu Cremona durant les vêpres de sa visite à la basilique de Saint Dominique à Bologne le 3 août 2007.

Dans les années 1980, Pawlu Cremona est supérieur provincial des Dominicains au Brésil.
Nommé par le pape Benoît XVI archevêque de Malte le 2 décembre 2006, il est consacré le 26 janvier 2007 (un jour après son 61e anniversaire) par Joseph Mercieca, archevêque démissionnaire, qui fut responsable de l'archidiocèse de 1976 à 2006.
Le 18 octobre 2014 le pape François accepte sa démission.

### Devise épiscopale
« Préparons le chemin pour le Seigneur » (maltais : Hejju t-triq ghall-mulejj).

### Mort
Pawlu Cremona meurt le 18 mars 2025 à l'hôpital Mater Dei après une longue lutte contre la maladie. Il avait passé les dernières années de sa vie à la maison de retraite Dar il-Kleru de Birkirkara destinée aux prêtres âgés.